# Kaukasische Felseidechse
Die Kaukasische Felseidechse (Darevskia caucasica) ist eine Art der Kaukasischen Felseidechsen innerhalb der Familie der Echten Eidechsen. Sie lebt im Kaukasus.

## Merkmale

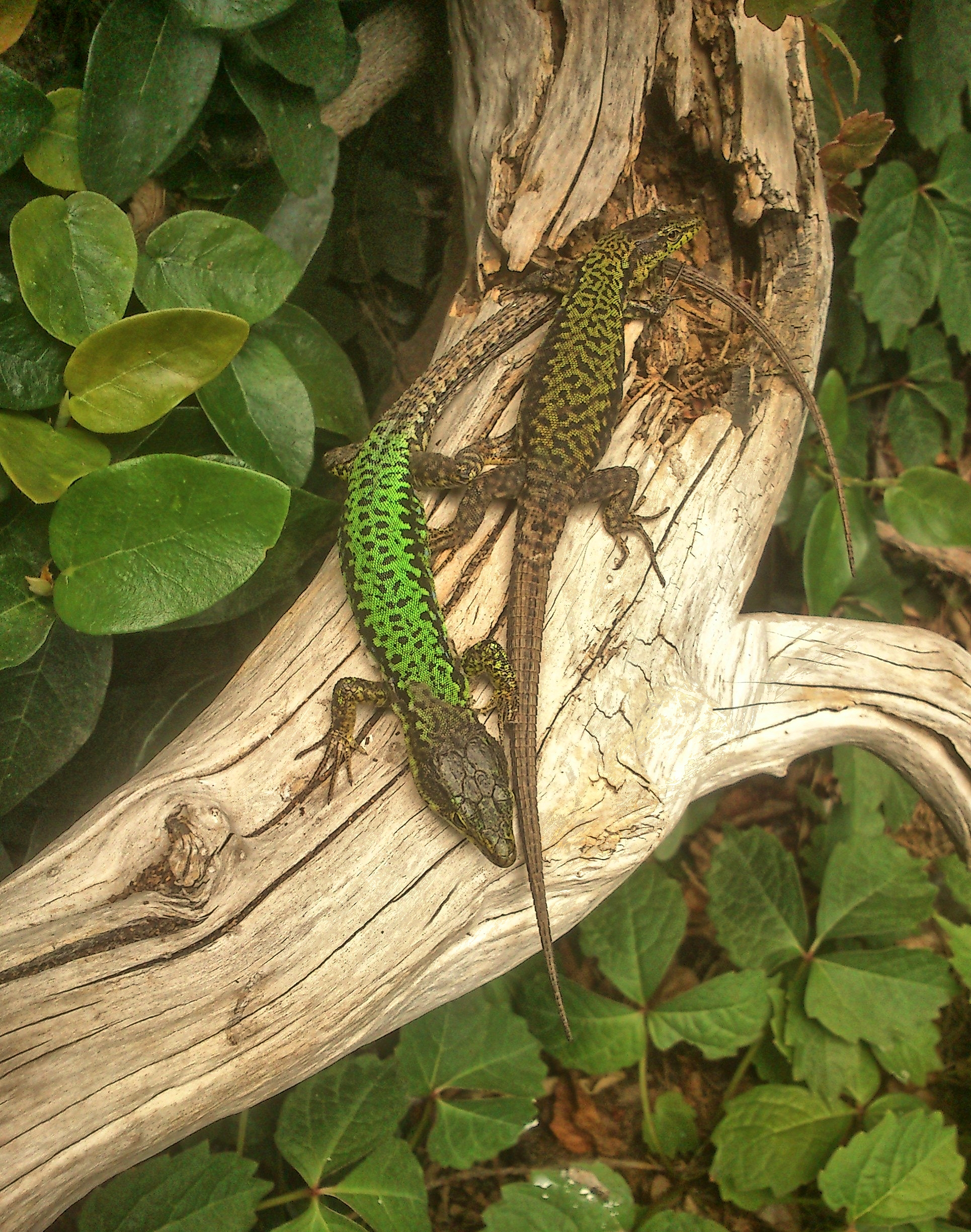
Exemplare mit grünem Rücken

Mit einer Gesamtlänge von bis zu 18 cm (Kopf-Rumpf-Länge bis 6,4 cm) eine der kleinsten Arten der europäischen Felseidechsen-Gruppe. Der Kopf ist schwach abgeplattet. Die Beschuppung des vorderen Drittels der Schwanzoberseite ist glatt oder trägt nur sehr schwache Kiele. Der Hinterrand der Schuppen auf der Schwanzoberseite endet gewöhnlich mit einer kleinen nach hinten gerichteten Spitze. Der Rücken ist vor allem bei den Männchen und besonders in der Paarungszeit grün. Manche Weibchen zeigen ebenfalls eine Grünfärbung, oft aber sind sie bräunlich-grau. Auf der Rückenmitte verläuft häufig ein dunkles Längsband, das gewöhnlich nahezu gerade Ränder aufweist und auf welchem sich Punkte oder Flecken in zwei parallelen Reihen befinden. An den Körperseiten, beginnend am Hinterrand des Auges und über die Schläfenregion führend, findet sich ein breites, dunkles Längsband, das helle, im Achselbereich blau gefärbte Flecken freilässt. Das dunkle Rückenband und die dunklen Flankenbänder werden getrennt durch einen hellen Längsstreifen, der gerade verlaufende Ränder aufweist. An der unteren Flankenkante verläuft ein geradliniger schmaler heller Längsstreifen. Die Unterseite des Kopfes und des Bauches ist gelb, grünlich-gelb oder weißlich. Die Jungtiere haben einen türkisfarbenen Schwanz.

## Verwechslungsarten
Die Felseidechse (Darevskia saxicola) hat auf der gesamten Rückenfläche eine Flecken- oder Netzzeichnung und deutlich gekielte Schuppen auf der Schwanzoberseite. Die Kielschwanz-Felseidechse (Darevskia rudis) ist erheblich kräftiger und robuster gebaut und weist ein dunkles Schnörkelmuster auf dem Rücken, sowie stark gekielte Schuppen auf der Schwanzoberseite auf. Die Kaukasische Wieseneidechse (Darevskia praticola) unterscheidet sich durch die kontrastreichere Zeichnung der Oberseite, z. B. durch ein schmales, scharf abgegrenztes Rückenband und schärfer begrenzte helle Seitenstreifen.

## Verbreitung
Die Art bewohnt die Gebiete nördlich und südlich des Kaukasus-Hauptkammes vom Elbrus im Westen bis zum Ende der Gebirgskette im Südosten auf den Staatsgebieten von Russland, Georgien und Aserbaidschan. Im Westen grenzt das Verbreitungsgebiet an das der Alpinen Felseidechse, die früher als Unterart galt.

## Lebensraum
An den Nordhängen des Großen Kaukasus lebt die Kaukasische Felseidechse in der Zone von 1200–2900 m über NN, an den Südhängen werden Höhenlagen von 1000–3200 m besiedelt. Die Art findet sich an Hängen mit Felsgestein, an Steinhaufen am Ufer von Gebirgsflüssen, in steinigen Schluchten im mittleren und oberen Höhenbereich der Berge bis in die subalpine, stellenweise sogar in die alpine Zone hinein. Sie ist an Steinen auf Bergwiesen ebenso anzutreffen wie zwischen Baumstämmen auf Waldlichtungen. Als Schlupfwinkel werden Hohlräume unter Steinen, Felsspalten sowie Nagetierbauten genutzt.

## Lebensweise
Die jahreszeitliche Aktivität beginnt in Höhenlagen zwischen 2200 und 2500 m Ende März/Anfang April. Zuerst erscheinen die Jungtiere, dann die Männchen und zuletzt die Weibchen. Ende September/Anfang Oktober ziehen sich die Tiere in umgekehrter Reihenfolge in die Winterquartiere zurück. An den Südhängen des Großen Kaukasus zwischen 1500 und 2100 m finden die Paarungen, bei denen das Männchen sich im hinteren Flankenbereich des Weibchens festbeißt, im Mai/Juni statt. Die Eier werden in Georgien Anfang Juli abgelegt. Das Gelege besteht aus 2–6 Eiern (im Mittel 11,5 mm lang und 6,5 mm breit). Als Nahrung dienen hauptsächlich Hautflügler, Wanzen, Käfer, Zweiflügler, Blattläuse, Schmetterlinge, Heuschrecken und in geringerer Zahl Vertreter anderer Insektengruppen. Daneben werden Spinnen, Regenwürmer, Tausendfüßer und Schnecken erbeutet. Die wichtigsten Fressfeinde sind Schlangen. Neben der Kaukasusotter ist es vor allem die Schlingnatter, deren Jungtiere sich ausschließlich von den zum Teil massenhaft auftretenden Eidechsen ernähren.
In den heißen Sommermonaten ist die Art nur in den Morgen- und frühen Abendstunden aktiv. In den unteren Berglagen ziehen sich die Tiere während der heißesten Zeit im Juli und August in ihre Schlupfwinkel zurück. Erst nach den ersten Regenfällen im September wird diese Sommerruhe wieder beendet.

## Gefährdung
Die IUCN listet die Art als nicht gefährdet (least concern) mit einer stabilen Population. Die Art ist praktisch überall häufig, manchmal massenhaft, und die Populationsdichte kann stellenweise sehr hoch sein.

## Unterarten
- Darevskia caucasica caucasica (Méhely, 1909)
- Darevskia caucasica vedenica (Darevsky & Roitberg, 1999)

Die Nominatform findet sich vom zentralen bis südöstlichen Teil des Kaukasus (Russland) und im nördlichsten Georgien. D. c. vedenica kommt im südöstlichsten Tschetschenien und vermutlich in den angrenzenden Bereichen von Dagestan vor.